# Stato profondo
Per Stato profondo (in inglese deep state) si intende a livello politico l'insieme di quegli organismi, legali o no, che grazie ai loro poteri economici o militari o strategici condizionano l'agenda degli obiettivi pubblici, di nascosto e a prescindere dalle strategie politiche degli Stati del mondo, lontano dagli occhi dell'opinione pubblica. Detto anche "Stato dentro lo Stato", è costituito da lobby e reti nascoste, segrete, coperte, di potere in grado di agire anche contro le pubbliche istituzioni note. 
Si tratta di un termine spesso associato a teorie del complotto in quanto largamente utilizzato senza alcun riscontro fattuale: si accompagna a concetti come l'esistenza di un c.d. "governo invisibile" basata sull'idea che il potere politico reale non risieda nei detentori visibili, ma in eminenze grigie: nelle monarchie ciò avverrebbe con i powers behind the throne, mentre nelle repubbliche vi sarebbero potentati privati che esercitano potere dietro le quinte, utilizzando come schermo gli eletti nelle assemblee rappresentative; lo stesso governo ufficialmente nominato sarebbe sottomesso al governo ombra, che sarebbe il vero potere esecutivo.

## Etimologia
Il termine moderno di Stato profondo emerge a partire dalla traduzione letterale del turco derin devlet, con cui in Turchia Bülent Ecevit designava la rete di potere laico-militare, fondata nel 1923 da Mustafa Kemal Atatürk e permanente anche dopo la sua morte, per i decenni successivi.

## Tipologie
Entità di questo tipo possono essere per esempio individuate, a seconda dei Paesi, nelle organizzazioni criminali, nelle lobby economiche, negli organismi religiosi e negli eventuali loro intrecci, negli organi di Stato, come le forze armate o le autorità pubbliche (agenzie di intelligence, polizia, polizia segreta, servizi segreti, agenzie amministrative o di sicurezza, burocrazia governativa).
Uno Stato profondo può anche consistere in funzionari di carriera che agiscono in modo non cospiratorio, ma per promuovere i propri interessi. L'intento di uno Stato profondo può includere la continuità dello Stato stesso, il mantenimento del lavoro per i suoi membri, il potere e l'autorità irrobustiti e il perseguimento di obiettivi ideologici non sempre a cuore all'opinione pubblica. Può operare in opposizione all'ordine del giorno dei funzionari eletti, bilanciando, rallentando e ritraducendo le loro politiche, condizioni e direttive. Può anche assumere la forma di enti pubblici o società private che agiscono fuori dal controllo normativo o governativo.

## Storia
Descrizioni simili si ritrovano già nell'antichità classica. L'espressione greca κράτος ἐν κράτει (kratos en kratei) è stato successivamente adattata in latino come imperium in imperio o status in stato o status in statu.
Nel XVII e XVIII secolo il dibattito politico internazionale sulla separazione tra Stato e Chiesa spesso ruotava intorno all'idea che, resa globale ossia senza poteri politici nazionali a cui dar conto, la Chiesa sarebbe divenuta Stato nello Stato, invadendo e snaturando le prerogative statali.
Ernst Fraenkel illustrò la natura ed il funzionamento della dittatura nazista mediante il concetto di doppia lealtà, con la quale i funzionari pubblici osservavano la gerarchia formale della statualità e nel contempo quella sostanziale del Partito nazionalsocialista, nell'ambito di quello che definiva il doppio Stato.

### Stati Uniti
Negli Stati Uniti, il termine "stato profondo" è stato usato per descrivere «un'associazione ibrida di elementi governativi e parti di industria e finanza di alto livello che è effettivamente in grado di governare gli Stati Uniti senza riferimento al consenso dei governati espressi attraverso il processo politico formale». Le agenzie governative di intelligence, come la CIA e l'FBI, sono state accusate da elementi dell'amministrazione Donald Trump di tentare di contrastare i suoi obiettivi politici. Scrivendo per il New York Times, l'analista Issandr El Amani ha messo in guardia contro la "crescente discordia tra un presidente e la sua gerarchia burocratica", mentre gli analisti della rubrica The Interpreter scrivevano:
(Amanda Taub e Max Fisher, The Interpreter)

### Italia
Il caso più famoso italiano è quello della doppia fedeltà degli apparati dello Stato durante la strategia della tensione e nelle attività della loggia Propaganda Due.. Propaganda due (meglio nota come P2) era una loggia massonica aderente al Grande Oriente d'Italia (GOI) che, nel periodo della sua conduzione da parte dell'imprenditore Licio Gelli, assunse forme deviate rispetto agli statuti della massoneria ed eversive nei confronti dell'ordinamento giuridico italiano. La P2 fu sospesa dal GOI il 26 luglio 1976; successivamente, la Commissione parlamentare di inchiesta sulla loggia massonica P2 sotto la presidenza dell'onorevole Tina Anselmi concluse il caso P2 denunciando la loggia come una vera e propria «organizzazione criminale» ed «eversiva». Fu sciolta con un'apposita legge, la n. 17 del 25 gennaio 1982.